# 生です!カッキン
『生です!カッキン』（なまです カッキン）は、2003年11月14日から2008年9月26日まで広島ホームテレビ（HOME）で金曜日午前に放送されていた生活情報番組である。ステレオ放送、ハイビジョン放送（地上デジタル放送のみ）。

## 概要
2000年3月まで同時間帯で放送されていた『西田篤史のテレビランド』が終了して以来、3年半ぶりに広島ホームテレビが制作した情報番組である。当初は番組タイトルが示すとおりに隔週金曜日放送（それを略してカッキン）という体制だったが、2004年10月8日からは毎週金曜日放送になった。
スタジオと中継の二元生放送であることと、オカメインコの「カッくん」をマスコットにしてスタジオ出演させていた点がこの番組の特色である。スタジオ映像については2006年9月の地デジサービス放送開始時からHD化されていたが、中継映像は標準画質のままだった。
番組の終了後、同時間帯では中継担当者の松本裕見子をメインに据えた後継番組『情報てれび 榮屋松本堂』がスタートした。

## 放送日時
いずれもJST。
- 隔週金曜日 9:55 - 10:25 （2003年11月14日 - 2004年9月24日）
- 毎週金曜日 9:55 - 10:25 （2004年10月8日 - 2008年9月26日） - 2007年中には10:00 - 10:30に放送。

## 出演者
出演者は原則的には以下の割り当てだったが、稀にスタジオ出演者と中継担当者が入れ替わったり、他のアナウンサーが出演したりすることもあった。

### スタジオ出演者
- 土屋誠（当時広島ホームテレビアナウンサー）
- カッくん（オカメインコ、2003年9月30日生まれ）

### 中継担当者
- 松本裕見子